# Llista de fils esmaltats
El fil esmaltat o de bobinar, és un fil recobert d'esmalt que sempre ve en rodets en els quals posa el Ømm (diàmetre) sense esmalt. Es fa servir per fer màquines elèctriques. Es posa en les ranures havent-s'hi de posar sempre aïllants. La secció del fil es mesura amb un cargol de Palmer. Els diàmetres (en mm) més freqüents són (amb les seves respectives seccions en mm²):
| Diàmetre | Secció  |
| (mm)     | (mm²)   |
| -------- | ------- |
| 0.05     | 0.00196 |
| 0.10     | 0.00785 |
| 0.15     | 0.0177  |
| 0.20     | 0.0314  |
| 0.25     | 0.0491  |
| 0.30     | 0.0707  |
| 0.35     | 0.0962  |
| 0.40     | 0.1257  |
| 0.45     | 0.159   |
| 0.50     | 0.196   |
| 0.55     | 0.238   |
| 0.60     | 0.283   |
| 0.65     | 0.332   |
| 0.70     | 0.385   |
| 0.75     | 0.442   |
| 0.80     | 0.503   |
| 0.85     | 0.567   |
| 0.90     | 0.636   |
| 0.95     | 0.709   |
| 1        | 0.785   |
| 1.05     | 0.866   |
| 1.1      | 0.950   |
| 1.15     | 1.039   |
| 1.2      | 1.131   |
| 1.25     | 1.227   |
| 1.3      | 1.327   |
| 1.35     | 1.431   |
| 1.4      | 1.539   |
| 1.45     | 1.651   |
| 1.5      | 1.767   |